# Sia ferox
Sia ferox är en insektsart som beskrevs av Christoph Gottfried Andreas Giebel 1861. Sia ferox ingår i släktet Sia och familjen Stenopelmatidae. Inga underarter finns listade i Catalogue of Life.